# Kurena Ikeda
Kurena Ikeda (en japonés: 池田紅, Ikeda Kurena; 17 de noviembre de 2002) es una deportista japonesa que compite en judo.
Ganó una medalla de bronce en el Campeonato Mundial de Judo de 2025 y una medalla de oro en el Campeonato Asiático de Judo de 2025, ambas en la categoría de –78 kg.

## Palmarés internacional
| Campeonato Mundial  | Campeonato Mundial  | Campeonato Mundial | Campeonato Mundial |
| Año                 | Lugar               | Medalla            | Categoría          |
| ------------------- | ------------------- | ------------------ | ------------------ |
| 2025                | Budapest (Hungría)  | Medalla de bronce  | –78 kg             |
| Campeonato Asiático |                     |                    |                    |
| Año                 | Lugar               | Medalla            | Categoría          |
| 2025                | Bangkok (Tailandia) | Medalla de oro     | –78 kg             |